# Somló Emil
Somló Emil, születési és 1896-ig használt nevén Spitzer Emil (Budapest, 1877. május 14. – Budapest, 1939) magyar építész.

## Élete
Spitzer Mór bádogosmester és Kohn Teréz fiaként született. 1899-ben szerzett oklevelet a budapesti Műegyetemen. 1904-től 1914-ig Orth Ambrussal tervezett közösen. Számos iskola, lakóház, villa, könyvtár, posta pályázatán adtak be terveket, de ezeknek csak egy része valósult meg.
Jelentős közös művük a Budapest–Újlipótvárosi Népház.

## Ismert épületei

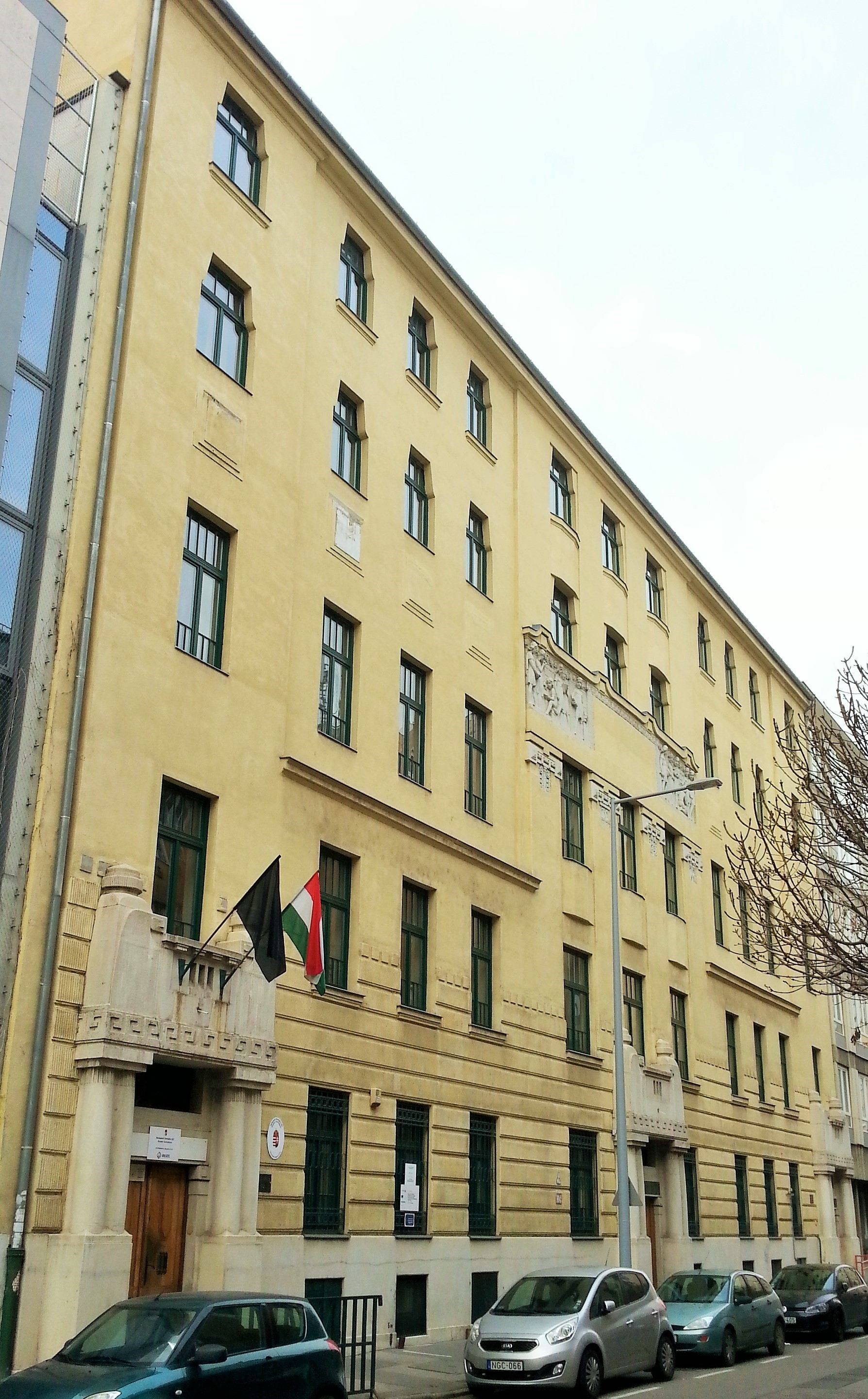
Népház, Budapest, Vág u.

### Egyéni munkák
- 1902: Fekete Sas Szálló, Hódmezővásárhely (terv)[6]